# Ламазер
Ламазе́р (фр. Lamazère) — коммуна во Франции, находится в регионе Юг — Пиренеи. Департамент — Жер. Входит в состав кантона Миранд. Округ коммуны — Миранд.
Код INSEE коммуны — 32187.

## География

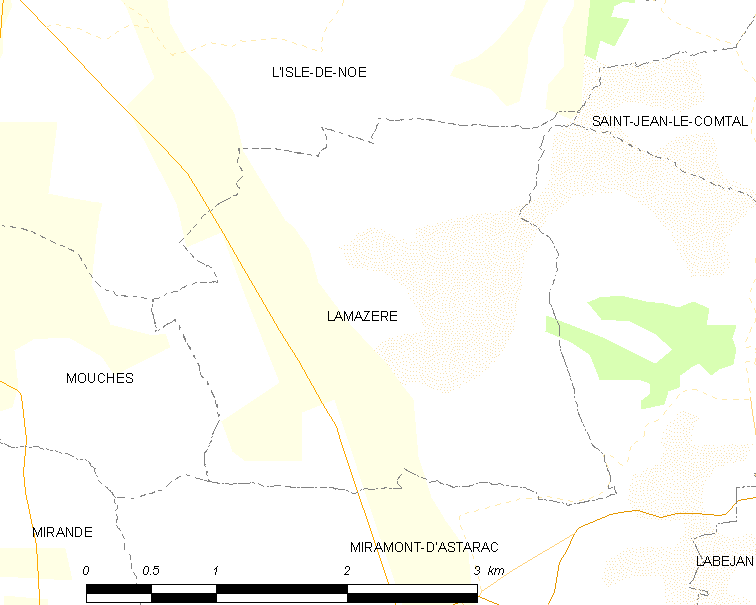
Карта коммуны

Коммуна расположена приблизительно в 610 км к югу от Парижа, в 80 км западнее Тулузы, в 15 км к юго-западу от Оша.
По территории коммуны протекает река Петит-Баиз.

## Климат
Климат умеренно-океанический. Лето жаркое и немного дождливое, температура часто превышает 35 °С. Зимой часто бывает отрицательная температура и ночные заморозки. Годовое количество осадков — 700—900 мм.

## Население
Население коммуны на 2010 год составляло 140 человек.
| 1962 | 1968 | 1975 | 1982 | 1990 | 1999 | 2010 |
| ---- | ---- | ---- | ---- | ---- | ---- | ---- |
| 131  | 135  | 108  | 109  | 113  | 132  | 140  |

## Администрация
| Период | Период | Фамилия          | Партия | Примечания |
| ------ | ------ | ---------------- | ------ | ---------- |
| 2001   | 2020   | Жан-Марк Десбара |        |            |

## Экономика
В 2010 году среди 87 человек трудоспособного возраста (15-64 лет) 61 были экономически активными, 26 — неактивными (показатель активности — 70,1 %, в 1999 году было 69,4 %). Из 61 активных жителей работали 55 человек (29 мужчин и 26 женщин), безработных было 6 (2 мужчин и 4 женщины). Среди 26 неактивных 9 человек были учениками или студентами, 13 — пенсионерами, 4 были неактивными по другим причинам.

## Достопримечательности
- Церковь Св. Власия (XI век). Исторический памятник с 1978 года[4]
- Средневековый феодальный мотт. Исторический памятник с 1978 года[5]
- Галло-римская колонна Туррак-д’Ортолас. Исторический памятник с 1963 года[6]